# Liste der Baudenkmäler in Alling

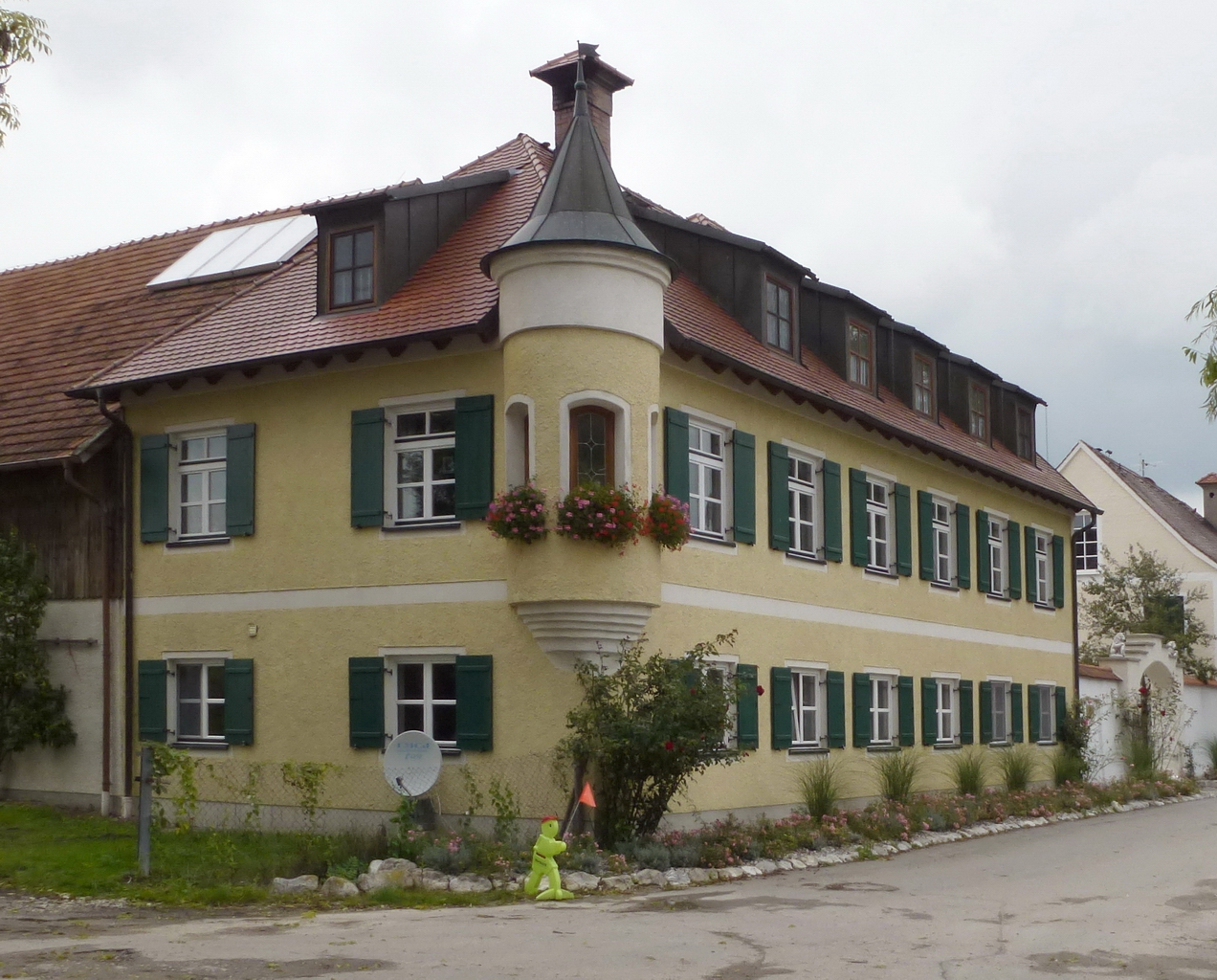
Ehemaliges Hofmarkschloss in Holzkirchen

Auf dieser Seite sind die Baudenkmäler in der oberbayerischen Gemeinde Alling zusammengestellt. Diese Tabelle ist eine Teilliste der Liste der Baudenkmäler in Bayern. Grundlage ist die Bayerische Denkmalliste, die auf Basis des Bayerischen Denkmalschutzgesetzes vom 1. Oktober 1973 erstmals erstellt wurde und seither durch das Bayerische Landesamt für Denkmalpflege geführt wird. Die folgenden Angaben ersetzen nicht die rechtsverbindliche Auskunft der Denkmalschutzbehörde.

## Baudenkmäler nach Ortsteilen

### Alling
| Lage                         | Objekt                               | Beschreibung | Akten-Nr.              | Bild                                 |
| ---------------------------- | ------------------------------------ | --- | ---------------------- | ------------------------------------ |
| Am Kirchberg 4 (Standort)    | Wohnhaus                             | Zweigeschossiger verputzter Satteldachbau, Ende 19. Jahrhundert. | D-1-79-113-15 Wikidata | weitere Bilder                       |
| Am Kirchberg 5 (Standort)    | Katholische Pfarrkirche Mariä Geburt | Auf alten Burgfundamenten errichteter spätgotischer Saalbau mit eingezogenem dreiseitigem Chor und Südturm mit Zwiebelhaube, 15. Jahrhundert, Turmunterteil älter, Inneres um 1739 barockisiert, 1865/69 regotisiert; mit Ausstattung. | D-1-79-113-1 Wikidata  | weitere Bilder                       |
| Am Weinberg 5 (Standort)     | Ehemaliger Taubenkobel der Obermühle | In der Art eines Holzhauses, um 1910. | D-1-79-113-18 Wikidata | Ehemaliger Taubenkobel der Obermühle |
| Gilchinger Straße (Standort) | Wegkreuz                             | Zweite Hälfte 19. Jahrhundert. | D-1-79-113-17          | Wegkreuz                             |
| Griesstraße 1 (Standort)     | Ehemalige Gast- und Tafernwirtschaft | Zweigeschossiger Satteldachbau mit befenstertem Kniestock, Mitte 19. Jahrhundert. | D-1-79-113-16 Wikidata | weitere Bilder                       |
| Parsbergstraße (Standort)    | Kapelle                              | Verputzte Nischenkapelle, wohl zweite Hälfte 18. Jahrhundert. | D-1-79-113-2 Wikidata  | weitere Bilder                       |

### Angerhof
| Lage                  | Objekt                                      | Beschreibung | Akten-Nr.              | Bild                                        |
| --------------------- | ------------------------------------------- | --- | ---------------------- | ------------------------------------------- |
| Angerhof 1 (Standort) | Stall- und Remisengebäude des Vierseithofes | Zweigeschossiger Massivbau mit historischem Dachwerk und korbbogigen Öffnungen, 17./18. Jahrhundert.                      | D-1-79-113-19 Wikidata | Stall- und Remisengebäude des Vierseithofes |
| Angerhof 1 (Standort) | Hofkapelle                                  | Kleiner neuromanischer Putzbau mit flachem Satteldach und stark eingezogenem Polygonalchor, modern bezeichnet mit „1893“. | D-1-79-113-20 Wikidata | weitere Bilder                              |

### Biburg
| Lage                                  | Objekt                                    | Beschreibung                                                                                   | Akten-Nr.              | Bild           |
| ------------------------------------- | ----------------------------------------- | ---------------------------------------------------------------------------------------------- | ---------------------- | -------------- |
| Ammerseestraße 1 (Standort)           | Ehemaliges Schulhaus                      | Erdgeschossiger Putzbau mit Walmdächern im reduziert-historisierenden Stil, 1907.              | D-1-79-113-21 Wikidata | weitere Bilder |
| Angerstraße (Standort)                | Primizkreuz unter zwei Kastanienbäumen    | 1844                                                                                           | D-1-79-113-23 Wikidata | weitere Bilder |
| Brucker Straße (Standort)             | Primizkreuz unter zwei Ahornbäumen        | 1844                                                                                           | D-1-79-113-22 Wikidata | weitere Bilder |
| Kirchstraße (Standort)                | Katholische Pfarrkirche Mariä Himmelfahrt | Spätgotischer Polygonalchor mit Flankenturm und erneuertem Langhaus von 1883; mit Ausstattung. | D-1-79-113-3 Wikidata  | weitere Bilder |
| Kirchstraße (Standort)                | Kriegergedächtniskapelle                  | Kleiner offener Putzbau in historisierenden Formen, um 1930                                    | D-1-79-113-4 Wikidata  | weitere Bilder |
| Münchner Straße 17 (Standort)         | Kapelle                                   | Kleine verputzte Nischenkapelle, um 1870/80; mit Ausstattung.                                  | D-1-79-113-6 Wikidata  | weitere Bilder |
| an der Straße nach Neuried (Standort) | Wegkreuz                                  | Gusseiserner Corpus und Marienfigur auf Holzkreuz, zweite Hälfte 19. Jahrhundert.              | D-1-79-113-24 Wikidata | weitere Bilder |

### Gagers
| Lage                | Objekt                | Beschreibung | Akten-Nr.              | Bild                  |
| ------------------- | --------------------- | --- | ---------------------- | --------------------- |
| Gagers 1 (Standort) | Ehemaliges Bauernhaus | Zweigeschossiger Wohnstallbau mit Greddach von vier zu acht Obergeschossachsen, wohl erstes Viertel 19. Jahrhundert. | D-1-79-113-25 Wikidata | Ehemaliges Bauernhaus |

### Germannsberg
| Lage                      | Objekt | Beschreibung                                                                  | Akten-Nr.              | Bild  |
| ------------------------- | ------ | ----------------------------------------------------------------------------- | ---------------------- | ----- |
| Germannsberg 8 (Standort) | Villa  | Erdgeschossiger Walmdachbau mit Treppenturm und großer Zwiebelhaube, um 1910. | D-1-79-113-26 Wikidata | Villa |

### Hoflach
| Lage                 | Objekt                                      | Beschreibung | Akten-Nr.    | Bild           |
| -------------------- | ------------------------------------------- | --- | ------------ | -------------- |
| Hoflach 2 (Standort) | Katholische Votivkirche St. Maria und Georg | Spätgotischer Saalbau mit dreiseitigem Chorschluss und wuchtigem Nordturm, gestiftet von Herzog Ernst von Bayern, 1422; mit Ausstattung. | D-1-79-113-8 | weitere Bilder |

### Holzhausen
| Lage                     | Objekt                                | Beschreibung | Akten-Nr.              | Bild           |
| ------------------------ | ------------------------------------- | --- | ---------------------- | -------------- |
| Holzhausen 9 (Standort)  | Katholische Filialkirche Heilig Kreuz | Spätgotischer Saalbau mit eingezogenem Polygonalchor, angefügter Sakristei und Nordturm mit Zwiebelhaube, um 1400, barockisiert 1697, Turmobergeschoss 1727/28, Inneres 1831/32 überarbeitet; mit Ausstattung. | D-1-79-113-9 Wikidata  | weitere Bilder |
| Holzhausen 24 (Standort) | Ehemaliges Austragshaus               | Erdgeschossiger Putzbau mit Kniestock und flachem Satteldach, 1897. | D-1-79-113-27 Wikidata | weitere Bilder |
| Oberfeld (Standort)      | Wegkapelle                            | Kleiner Putzbau mit steilem Satteldach und Figurennische, wohl 18. Jahrhundert; mit Ausstattung. | D-1-79-113-10 Wikidata | weitere Bilder |

### Holzkirchen
| Lage                                                        | Objekt                                              | Beschreibung | Akten-Nr.              | Bild           |
| ----------------------------------------------------------- | --------------------------------------------------- | --- | ---------------------- | -------------- |
| Kirchweg 2 (Standort)                                       | Katholische Filialkirche St. Peter und Paul         | Spätgotischer Saalbau mit polygonalem Chorschluss, angefügter Sakristei und nördlichem Flankenturm, von Jörg Schöttl dem Älteren und Jörg Schöttl dem Jüngeren um 1520 erbaut, im 17. Jahrhundert verändert und im 18. Jahrhundert barockisiert; mit Ausstattung. | D-1-79-113-11 Wikidata | weitere Bilder |
| Weiherstraße 6; Nähe Holzkirchen; Weiherstraße 8 (Standort) | Ehemaliges Hofmarkschloss, seit etwa 1817 Bauernhof | Wohngebäude, zweigeschossiger Satteldachbau, im Kern wohl 1688, erneuert um 1817 und um 1880; ehemaliger Schlossweiher. | D-1-79-113-12 Wikidata | weitere Bilder |

### Wagelsried
| Lage                     | Objekt               | Beschreibung                                                                                          | Akten-Nr.              | Bild           |
| ------------------------ | -------------------- | --- | ---------------------- | -------------- |
| Wagelsried 1 (Standort)  | Hofkapelle St. Georg | Kleiner Rechteckbau mit Apsis, wohl 18. Jahrhundert; mit Ausstattung.                                 | D-1-79-113-13 Wikidata | weitere Bilder |
| In Wagelsried (Standort) | Kapelle St. Maria    | Putzbau mit geradem Chorschluss und offener Vorhalle, zweite Hälfte 19. Jahrhundert; mit Ausstattung. | D-1-79-113-14 Wikidata | weitere Bilder |

## Ehemalige Baudenkmäler
In diesem Abschnitt sind Objekte aufgeführt, die früher einmal in der Denkmalliste eingetragen waren, jetzt aber nicht mehr. Objekte, die in anderem Zusammenhang also z. B. als Teil eines Baudenkmals weiter eingetragen sind, sollen hier nicht aufgeführt werden. Aktennummern in diesem Abschnitt sind ehemalige, jetzt nicht mehr gültige Aktennummern.

| Lage                           | Objekt                | Beschreibung            | Akten-Nr.             | Bild                  |
| ------------------------------ | --------------------- | ----------------------- | --------------------- | --------------------- |
| Biburg Dorfstraße 7 (Standort) | Hausfigur St. Stephan | Spätes 18. Jahrhundert. | D-1-79-113-5 Wikidata | Hausfigur St. Stephan |